# L'Anniversaire de Mademoiselle Félicité
L'Anniversaire de Mademoiselle Félicité è un cortometraggio del 1911 diretto da Georges Denola.

## Trama
Mademoiselle Félicité è molto povera e vuole festeggiare il suo compleanno con la sorella Mademoiselle Hortense offrendogli dei biscotti e una bottiglia, decide così di vendere un vecchio scialle indiano, lascitogli della madre. Dopo aver mercanteggiato con un rigattiere, non riesce a vendere l'oggetto e torna a casa. Per strada trova una borsa piena d'oro che, va a depositare in questura ma con la sua buona azione riceve una ricompensa.